# MIT Media Lab
El MIT Media Lab o Media Lab és un departament del Massachusetts Institute of Technology. El centre universitari es troba a Cambridge (Massachusetts). El MIT és considerat una universitat líder al món en el camp de la docència i la investigació tecnològica i de les noves formes de comunicació. Està dirigida per Joi Ito.